# Fjärde franska republiken
Den fjärde republiken (franska: Quatrième République) existerade i Frankrike mellan 13 oktober 1946 och 1958. Under denna period hade Frankrike sin fjärde republikanska konstitution. Den var på många sätt ett återupplivande av tredje republikens konstitution och led till stor del av samma problem, såsom många korta regeringstider, vilket gjorde den politiska planeringen svår.
Några försök gjordes att stärka regeringsmakten för att förhindra den instabilitet som hade funnits före kriget, men instabilteten fortsatte och den fjärde republiken upplevde många maktskiften. Trots att den fjärde franska republiken upplevde en period av ekonomisk tillväxt och industrialisering är den mest ihågkommen för sin instabilitet och för sin oförmåga att fatta djärva och kontroversiella beslut – särskilt i frågan om avkolonisering.
Under upproret i Algeriet var de franska styrkorna inledningsvis framgångsrika med att kontrollera situationen. Men då den franska militärens och säkerhetstjänstens tortyrmetoder blev kända för allmänheten blev det stor skandal och många fransmän började ifrågasätta det moraliska i att behålla kolonier med våld.